# Mike O'Koren
Michael F. "Mike" O'Koren (Jersey City, Nueva Jersey, 7 de febrero de 1958) es un exjugador y exentrenador de baloncesto estadounidense que jugó ocho temporadas en la NBA. Con 2,01 metros de estatura, jugaba en la posición de escolta.

## Trayectoria deportiva

### Universidad
Jugó durante 4 temporadas con los Tar Heels de la Universidad de Carolina del Norte, donde promedió 15,1 puntos y 7,0 rebotes por partido. Es el único jugador en la historia de la universidad en conseguir al menos 1.500 puntos (1,765), 800 rebotes (815) y 300 asistencias (348). Fue elegido en 1978 y 1980 en el mejor quinteto de la Atlantic Coast Conference.

### Selección nacional
Fue convocado por Bobby Knight para la selección de Estados Unidos que disputó los Juegos Panamericanos de 1979 en Puerto Rico, siendo uno de los capitanes del equipo. Ganaron la medalla de oro, promediando en los 9 partidos que disputó 11,6 puntos, 3,6 rebotes y 2,7 asistencias por partido.

### Profesional
Fue elegido en la sexta posición del Draft de la NBA de 1980 por New Jersey Nets, donde jugó durante seis temporadas. La más destacada fue la primera, la 1980-81, en la que jugó más de 30 pminutos por partido como titular, promediando 11,0 puntos y 6,1 rebotes por partido.
Poco antes del comienzo de la temporada 1986-87 fue traspasado a Washington Bullets a cambio de Leon Wood, pero solo diputó 15 partidos para los de la capital, promediando 2,1 puntos por encuentro. Tras ser despedido en el mes de febrero, en octubre ficha como agente libre por Boston Celtics, donde no llega a debutar, siendo traspasado de nuevo a los Nets, donde tras disputar 4 partidos se retiró definitivamente. En el total de su carrera promedió 8,2 puntos y 3,4 rebotes por partido.

### Entrenador
En 1999 regresó a New Jersey Nets como entrenador asistente de Don Casey, permaneciendo 4 temporadas en el puesto, hasta que en 2003 fue llamado por Eddie Jordan para ser su ayudante en los Washington Wizards. En 2009 acompañó al mismo entrenador en el banquillo de los Philadelphia 76ers.
Desde 2014 es entrenador asistente en la Universidad Rutgers.

## Estadísticas de su carrera en la NBA

### Temporada regular
| Temp.   | Edad | Equipo     | Liga | P   | TIT | MIN  | TC  | TCA | %TC  | 3P  | 3PA | %3P  | TL  | TLA | %TL  | R.OF. | R.DEF. | REB | ASIS | ROB | TAP | PER | FP  | PTS  |
| 1980-81 | 22   | New Jersey | NBA  | 79  |     | 31.3 | 4.6 | 9.5 | .486 | 0.1 | 0.2 | .278 | 1.7 | 2.7 | .637 | 2.3   | 3.8    | 6.1 | 3.2  | 1.1 | 0.3 | 1.8 | 3.1 | 11.0 |
| 1981-82 | 23   | New Jersey | NBA  | 80  | 32  | 25.2 | 4.8 | 9.7 | .492 | 0.1 | 0.3 | .348 | 1.7 | 2.4 | .714 | 1.4   | 2.4    | 3.8 | 2.4  | 1.0 | 0.2 | 1.8 | 2.2 | 11.4 |
| 1982-83 | 24   | New Jersey | NBA  | 46  | 14  | 17.5 | 3.0 | 5.6 | .525 | 0.0 | 0.2 | .222 | 0.7 | 1.0 | .708 | 0.9   | 1.6    | 2.5 | 1.8  | 0.9 | 0.2 | 1.3 | 1.5 | 6.7  |
| 1983-84 | 25   | New Jersey | NBA  | 73  | 25  | 16.3 | 2.5 | 5.3 | .483 | 0.1 | 0.4 | .179 | 0.7 | 1.2 | .609 | 1.0   | 1.4    | 2.4 | 1.3  | 0.5 | 0.2 | 1.0 | 2.0 | 5.9  |
| 1984-85 | 26   | New Jersey | NBA  | 43  | 29  | 26.0 | 4.5 | 9.1 | .494 | 0.2 | 0.5 | .381 | 1.0 | 1.6 | .627 | 1.1   | 2.8    | 3.9 | 2.4  | 0.7 | 0.4 | 1.2 | 2.7 | 10.2 |
| 1985-86 | 27   | New Jersey | NBA  | 67  | 11  | 15.4 | 2.4 | 5.0 | .476 | 0.1 | 0.4 | .259 | 0.3 | 0.6 | .590 | 0.5   | 1.5    | 2.0 | 1.8  | 0.4 | 0.1 | 0.8 | 2.0 | 5.2  |
| 1986-87 | 28   | Washington | NBA  | 15  | 0   | 8.2  | 1.1 | 2.8 | .381 | 0.0 | 0.1 | .000 | 0.0 | 0.1 | .000 | 0.4   | 0.5    | 0.9 | 0.9  | 0.1 | 0.0 | 0.4 | 0.7 | 2.1  |
| 1987-88 | 29   | New Jersey | NBA  | 4   | 0   | 13.0 | 2.3 | 4.0 | .563 | 0.0 | 0.3 | .000 | 0.0 | 1.0 | .000 | 0.3   | 0.8    | 1.0 | 0.5  | 0.8 | 0.5 | 0.0 | 0.5 | 4.5  |
| Total   |      |            | NBA  | 407 | 111 | 21.6 | 3.6 | 7.3 | .490 | 0.1 | 0.3 | .271 | 1.0 | 1.6 | .651 | 1.2   | 2.2    | 3.4 | 2.1  | 0.8 | 0.2 | 1.3 | 2.2 | 8.2  |

### Playoffs
| Temp.   | Edad | Equipo     | Liga | P  | MIN | TCA | TC | 3PA | 3P | TLA | TL | R.OF. | REB | ASIS | ROB | TAP | PER | FP | PTS | %TC  | %3P  | %FT  | MIN  | PTS | REB | AST |
| 1981-82 | 23   | New Jersey | NBA  | 2  | 44  | 3   | 11 | 0   | 1  | 1   | 2  | 0     | 8   | 3    | 1   | 0   | 2   | 8  | 7   | .273 | .000 | .500 | 22.0 | 3.5 | 4.0 | 1.5 |
| 1982-83 | 24   | New Jersey | NBA  | 2  | 18  | 2   | 8  | 0   | 0  | 0   | 0  | 1     | 6   | 3    | 0   | 0   | 2   | 3  | 4   | .250 |      |      | 9.0  | 2.0 | 3.0 | 1.5 |
| 1983-84 | 25   | New Jersey | NBA  | 11 | 216 | 25  | 59 | 0   | 1  | 5   | 6  | 18    | 35  | 21   | 3   | 4   | 12  | 37 | 55  | .424 | .000 | .833 | 19.6 | 5.0 | 3.2 | 1.9 |
| 1984-85 | 26   | New Jersey | NBA  | 3  | 34  | 3   | 7  | 0   | 0  | 0   | 2  | 1     | 10  | 4    | 0   | 0   | 1   | 6  | 6   | .429 |      | .000 | 11.3 | 2.0 | 3.3 | 1.3 |
| 1985-86 | 27   | New Jersey | NBA  | 2  | 21  | 1   | 6  | 0   | 1  | 0   | 0  | 1     | 2   | 2    | 2   | 1   | 3   | 5  | 2   | .167 | .000 |      | 10.5 | 1.0 | 1.0 | 1.0 |
| Total   |      |            | NBA  | 20 | 333 | 34  | 91 | 0   | 3  | 6   | 10 | 21    | 61  | 33   | 6   | 5   | 20  | 59 | 74  | .374 | .000 | .600 | 16.7 | 3.7 | 3.1 | 1.7 |